# Jaddung (Pragaan)
Jaddung is een bestuurslaag in het regentschap Sumenep van de provincie Oost-Java, Indonesië. Jaddung telt 5244 inwoners (volkstelling 2010).